# Franziska Zawila
Franziska Zawila (* 1981 in Bielefeld; eigentlich Franziska Schwendemann) ist eine deutsche Theater- und Filmschauspielerin sowie Sängerin.

## Leben
Zawila wurde 1981 in Bielefeld geboren. Neben Deutsch spricht sie Englisch, Polnisch und Französisch. Bereits mit zehn Jahren spielte sie im Stück Peer Gynt im damaligen Stadttheater Bielefeld in der Rolle der Klein Helga mit. Von 2003 bis 2006 studierte sie an der German Musical Academy in Osnabrück und schloss ihr Studium mit als staatlich geprüfte Musicaldarstellerin ab.
Sie ist mit dem deutschen Filmregisseur und Drehbuchautor Thomas Schwendemann verheiratet. Gemeinsam mit ihm und dem Synchronsprecher und Theaterschauspieler Uwe Thomsen rief sie 2011 das Ensemble „Neue Bühne München“ ins Leben, das in der Münchener freien Theaterszene agiert.
Ab 2005 spielte sie regelmäßig in verschiedenen Stücken am Theater Osnabrück, dem Theatersaal Osnabrück oder dem Stadttheater Ansbach mit. Im Münchner Theater für Kinder war sie unter anderen in den Stücken Der kleine Lord, Die Schöne und das Tier sowie Die kleine Zauberflöte zu sehen. Als Filmschauspielerin war sie 2019 im Film Schmucklos in eine der Hauptrollen als Julia Nehner zu sehen und wirkte an der Seite von Schauspielgrößen wie Uschi Glas, Günther Maria Halmer oder Joseph Hannesschläger mit. Der Film hatte seine Uraufführung am 30. Juni 2019 auf dem Filmfest München. Der Film startete am 21. November 2019 in die deutschen Kinos.
Sie ist Sängerin der Band Monaco Fränzy.

## Theater (Auswahl)
- 1991: Peer Gynt, Regie: Max K. Hofmann, Theater Bielefeld
- 2005: L'Enfant et les sortilèges, Regie: Thilo Borowczak, Theater Osnabrück
- 2005: Splitterfaser, Eigenregie, Theatersaal Osnabrück
- 2005: The Mystery of Edwin Drood, Regie: Sascha Wienhausen, Theater Osnabrück
- 2005: Faust. Eine Tragödie, Regie: Holger Schultze, Theater Osnabrück
- 2006: Nicht in den Mund, Regie: Werner Pohl, Theatersaal Osnabrück
- 2007: Die Lachsschaumspeise, Uni Theatertage Bielefeld
- 2008: Die Balladenbrauerei, Regie: Jürgen Eick, Stadttheater Ansbach
- 2008: Die Bremer Stadtmusikanten, Regie: Jürgen Eick, Stadttheater Ansbach
- 2008: Musicalnight, Eigenregie, Theater Heppel&Ettlich in München
- 2009: Der Doktor und die Teufel, Regie: Jochen Servatius, Theatour München
- 2009: Kalif Storch, Regie: Jürgen Eick, Stadttheater Ansbach
- 2010: Faust. Eine Tragödie, Regie: Jürgen Eick, Stadttheater Ansbach
- 2010: Liv Stein, Regie: Mathias Eberth, Theaterhalle7 München
- 2010: Man Down, Regie: Michael v. Oppen, Theaterhalle7 München
- 2010: Schneewittchen, Regie: Jürgen Eick, Stadttheater Ansbach
- 2011: Winter, Regie: Thomas Schwendemann, Theater...und so fort
- 2011–2012: Der gestiefelte Kater, Regie: Jürgen Eick, Stadttheater Ansbach
- 2013: Hautnah, Regie: Thomas Schwendemann, Theater...und so fort
- 2015: Prägnant, Regie: Thomas Schwendemann, Theater Heppel&Ettlich in München
- 2022–2023: Frau Holle, Regie: Thomas Schwendemann, Münchner Theater für Kinder
- Der kleine Lord
- Die Schöne und das Tier
- Die kleine Zauberflöte

## Filmografie (Auswahl)
- 2019: Schmucklos